# NGC 3544
NGC 3544 (ook wel NGC 3571) is een balkspiraalstelsel in het sterrenbeeld Beker. Het hemelobject werd op 8 maart 1790 ontdekt door de Duits-Britse astronoom William Herschel.

## Synoniemen
- NGC 3571
- ESO 570-11
- MCG -3-29-1
- PGC 34028